# Verrucobotrys geranii
Verrucobotrys geranii är en svampart som först beskrevs av Seaver, och fick sitt nu gällande namn av Hennebert 1973. Verrucobotrys geranii ingår i släktet Verrucobotrys och familjen Sclerotiniaceae.   Inga underarter finns listade i Catalogue of Life.